# Fundació Pasqual Maragall
La Fundació Pasqual Maragall és una fundació dedicada a la investigació científica de la malaltia d'Alzheimer. Va néixer l’abril de 2008 arran del compromís públic de Pasqual Maragall, ex-alcalde de Barcelona i ex-President de la Generalitat de Catalunya, que havia estat diagnosticat amb aquesta malaltia neurodegenerativa l’any 2007. La seva seu es troba al Campus Ciutadella de la Universitat Pompeu Fabra, a Barcelona.
De caràcter privat, la fundació compta amb el suport econòmic d’empreses mecenes i una xarxa de socis i donants que fan viable el seu projecte, que és promoure la recerca científica en l’àmbit de l’Alzheimer, de les malalties neurodegeneratives relacionades i de les neurociències en general.
Pel que fa als seus òrgans directius, el Dr. Arcadi Navarro n'és el director, Cristina Maragall la presidenta i Pasqual Maragall i Mira el president d’honor.
El 2012 van crear el Barcelonaβeta Brain Research Center.